# Угличская улица (Москва)
У́гличская у́лица — улица на севере Москвы в районе Лианозово Северо-Восточного административного округа, между Илимской улицей и Вологодским проездом. В прошлом была в составе посёлка Лианозово, где называлась Владимирская улица. С 1960 года — в черте Москвы, с 1965 года для устранения одноимённости улица получила современное название по райцентру Ярославской области древнему городу Углич.

## Расположение
Угличская улица проходит с юга на север. Начинается от Илимской улицы, пересекает Череповецкую улицу, Лианозовский парк культуры и отдыха, и заканчивается на Вологодском проезде. Движение автотранспорта по улице прерывается после перекрёстка с Череповецкой улицей на территории Лианозовского парка.

## Учреждения, организации и общественные пространства
Нечётная сторона:
- Дом 13 — Лианозовский парк культуры и отдыха (ЛПКиО);
- Дом 13, корпус 1 — фитнес-клуб «X-Fit»[1];
- Владение 13 — теннисный комплекс «Лианозово», ресторан «Терраса»;
- Дом 17 — общеобразовательная школа № 1051.

Чётная сторона:
- Дом 4, корпус 1 — детский сад № 1074;
- Дом 6А — Центр образования № 1449 (бывшая школа № 640);
- Дом 6 — ОДС СВАО Лианозово «Кедр 6»;
- Дом 8 — детский сад № 7.

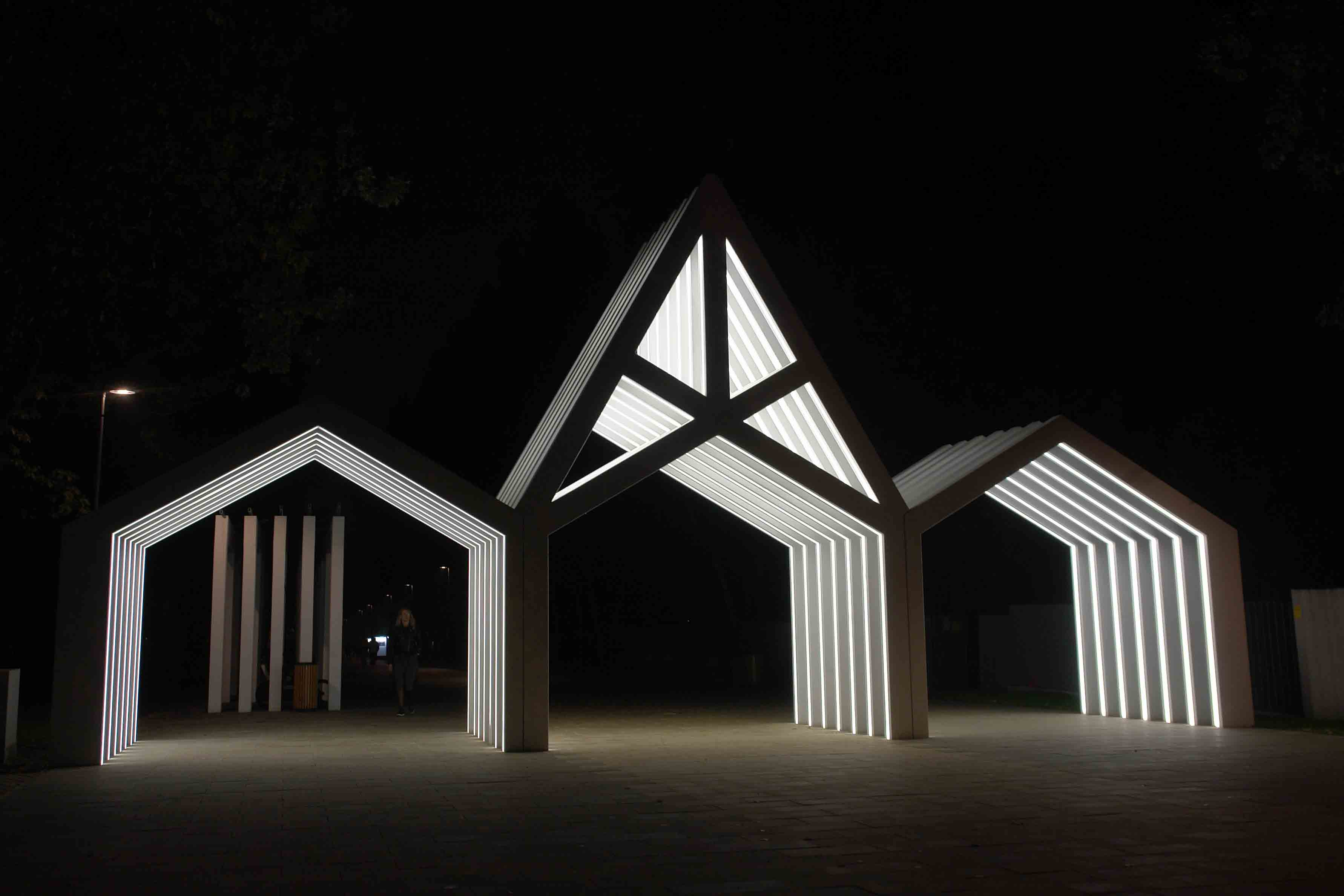
Лианозовский променад

Участок Угличской улицы от пересечения с Череповецкой улицей до пересечения с Тобольским переулком:
- Лианозовский променад — прогулочная зона открылась в 2019 году[2] по программе «Мой район» на территории находившихся здесь в конце XIX — начале XX века лианозовских дач, где проживали многие московские предприниматели и интеллигенция. На участке улицы протяженностью около 450 метров построили белоснежные выходные арки с вечерней подсветкой, качели, фоторамку, беседки со стеклянной треугольной крышей, столами для игры в шахматы и скамейками.